# عين البيضاء (فاس)
عين البيضاء هي قرية مغربية تنتمي لولاية فاس، جنوبي غرب مدينة فاس. تضم هذه البلدة 11104 ساكنا حسب إحصاء 2024.

تقع جماعة عين بيضاء على تراب قبيلة الشراردة إحدى قبائل المخزن المستقرة بضواحي فاس، والتي تتكون من فخدة من الشرفاء أولاد إدريس وفخدة من دو بلال وفخدة من دوي منيع وآيت سكاتو.

## دواوير الجماعة القروية
تتكون جماعة عين بيضاء من الدواوير التالية :

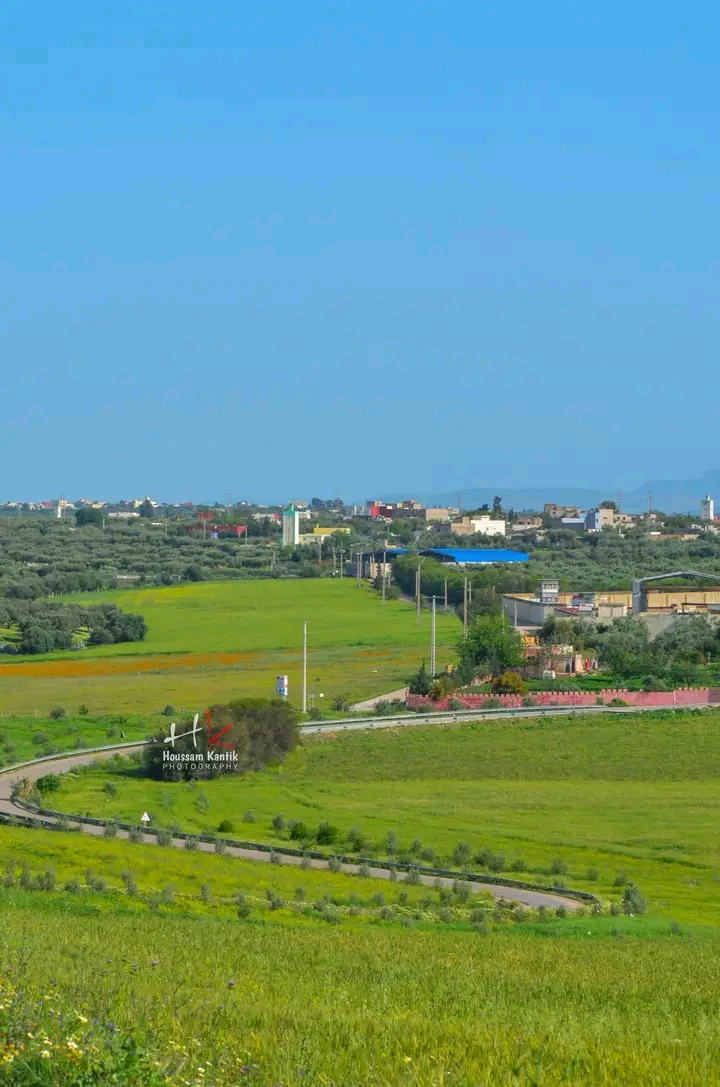
دوار اولاد امحمد فخدة الشرفاء اولاد ادريس فاس، قبيلة الشراردة بوغزوان جماعة عين البيضاء.

فخدة الشرفاء أولاد إدريس :
- دوار اولاد امحمد
- دوار اولاد بوزيد
- دوار اولاد عبد الله
- دوار اولاد ميمون
- دوار نفاليس

فخدة دوبلال :
- آيت صالح
- آيت يعقوب
- دوار فراكيط
- دوار مكراز

فخدة الكعدة :
- دوار الكعدة
- آيت سكاتو
- دوار عين الحجر
- دوار ويسلان